# Chinantèque de Tepinapa
Le chinantèque de Tepinapa ou chinantèque moyen sud-est (jujmi en chinantèque de Tepinapa) est une langue chinantèque parlée au Mexique, dans  dans l’État d’Oaxaca et dans l’État de Veracruz.

## Classification
Le chinantèque de Tepinapa est une langue amérindienne qui appartient à la branche chinantèque de la famille des langues oto-mangues.

## Écriture
Le chinantèque de Tepinapa est écrit avec un alphabet latin.
| a | b | d  | dx | ds | e | f | g | i | j | jm | jn | jl | k | l |
| m | n | ng | ñ  | o  | p | r | s | t | u | w  | y  | x  | ꞌ |   |

Les lettres de voyelles ‹ a e i o › peuvent être barrées ‹ ⱥ ɇ ɨ ø ›. Le tréma est utilisé sur certaines voylles ‹ ä ë ï ɨ̈ ö ø̈ ü ›.